# Tansila (departamento)
Tansila é um departamento ou comuna da província de Banwa no Burkina Faso. A sua capital é a cidade de Tansila.
Em 1 de julho de 2018 tinha uma população estimada em 27714 habitantes.